# Никкола
Никкола (осет. Никкола, от греч. Νικόλαος «Николай Чудотворец») — в осетинской народной религии и нартском эпосе покровитель урожая, один из самых влиятельных и благожелательных к людям дзуаров.

## Мифология
Никкола упоминается в дигорском варианте Нартского эпоса, в котором описывается как небожитель Никкола обратился к Татартуппу с просьбой стать посредником между ним и Богом. Никкола обитал на вершине горы Уаз. Он покровительствовал нартам и был одним из сватов, которые отправились к Сайнаг-Алдару, чтобы просить того отдать свою дочь за Ацамаза. 
Считалось, что Никкола часто спускался с небес, чтобы участвовать вместе с людьми в сельскохозяйственных работах.

## Праздник
9 (22) мая, в праздник перенесения мощей Николая Чудотворца, в каждом осетинском селе приносили жертву Никколе в виде барана и просили его послать хорошую погоду, чтобы уродился богатый урожай.
В Дигорском ущелье в селении Лезгор ежегодно отмечался отдельный праздник Николайы кувд, посвящённый Никколе. Этот праздник отмечался во второй понедельник мая на руинах церкви, которая находилась на одном из холмов возле селения Лезгор. В святилище Никколы отправлялись шесть специально назначенных мужчин, которые исполняли жреческие функции. В этом святилище они приносили в жертву ягнёнка, просили у Никколы покровительства в делах и защиты от природных стихий. Потом они возвращались обратно в Лезгор, где их уже ждала общесельская праздничная трапеза ныхас. Праздник заканчивался на следующий день, когда каждый дом Лезгора отдельно приносил жертву своим фамильным божества, главным среди которых был Никкола.

## Источник
- А. Б. Дзадзиев и др. Этнография и мифология осетин, Владикавказ, 1994 г., стр. 105—106, ISBN 5-7534-0537-1